# Adrovac
Adrovac (cyr. Адровац) – wieś w Serbii, w okręgu szumadijskim, w gminie Rača. W 2011 roku liczyła 294 mieszkańców.